# Strychnos
Strychnos es un género con 505 especies de fanerógamas perteneciente a la familia Loganiaceae. Especies notables son Strychnos spinosa (Lam.) y Strychnos pungens, de África Meridional; las cuales son tolerantes a la sequía y producen frutos comestibles, pero también hay otras especies tóxicas en este género, como Strychnos toxifera o Strychnos nux-vomica.

## Especies
Algunas especies del género son:
- Strychnos abyssinica Hochst.
- Strychnos aculeata Soler.
- Strychnos acuminata Wall.
- Strychnos acuta Progel
- Strychnos acutissima Gilg
- Strychnos brachiata Ruiz & Pav. - comida de venado[1]
- Strychnos guianensis (Aubl.) Mart. - bejuco de mavacure, curare del Orinoco.[1]
- Strychnos ignatii P.J.Bergius
- Strychnos nux-vomica
- Strychnos pungens
- Strychnos spinosa
- Strychnos toxifera R.H.Schomb. ex Lindl. - curare de la Guayana[1]
- Strychnos wallichiana Steud. ex A.DC. - leño colubrino[1]

## Taxonomy
El género se divide en 12 secciones, aunque se reconoce que las secciones no reflejan la evolución del género, y todas las secciones excepto Spinosae son polifiléticas:
- Strychnos (53 especies)
- Rouhamon (21 especies)
- Breviflorae (32 especies)
- Penicillatae (17 especies)
- Aculeatae (1 especie )
- Spinosae (4 especies)
- Brevitubae (18 especies)
- Lanigerae (32 especies
- Phaeotrichae (1 especie )
- Densiflorae (8 especies)
- Dolichantae (9 especies)
- Schyphostrychnos (1 especie )